# Mon-khmerspråk
Mon-khmerspråk är en av huvudgrenarna i den austroasiatiska språkfamiljen. Mon-khmerspråken talas på det sydostasiatiska fastlandet, främst i Vietnam, Laos och Kambodja, men även som minoritetsspråk i kringliggande länder. De 147 mon-khmerspråken talas av uppemot 90 miljoner människor. Det ojämförligt största språket i familjen är vietnamesiska.

## Undergrupper inom mon-khmer
- Khasigruppen (3 språk, 1,1 miljon talare; nordöstra Indien) - khasi (1 miljon), pnar 100 000).
- Palaung-Wagruppen (20 språk, 1,8 miljoner talare; Burma, Sydkina, Laos, Thailand) - rumai (150 000), shwe (150 000), pale (300 000), wa (600 000), praok (500 000).
- Kammugruppen (14 språk, 600 000; Laos, Thailand, Vietnam) - kammu (500 000).
- Khmer (1 språk, Kambodja, Vietnam) - kambodjanska (khmer) (8 miljoner, inklusive andraspråkstalare 10 miljoner).
- Katugruppen (16 språk, ca 1 miljon; Laos, Thailand, Vietnam) - kuy-suei (400 000), so (160 000), bru (130 000).
- Bahnargruppen (36 språk, 1 miljon; Vietnam, Laos, Kambodja) - Bahnar (140 000), Ko'ho (Sre) (100 000), Mnong (200 000).
- Peargruppen (6 språk, 12 000; Kambodja).
- Viet-Muonggruppen (10 språk, 71 miljon; Vietnam, Laos) - vietnamesiska (70 miljoner), muong (1 miljon).
- Mon-språk (2 språk, 1 miljon; Burma), mon (knapp 1 miljon), nyakhur (max. 10 000).
- Palyu-Pakangruppen (5 språk, 15 000; Sydkina).
- Asligruppen (19 språk, 60 000; Malackahalvön) - semang (10 000), senoi (20 000).

Omstritt:
- Nikobariska språk (6 språk, 35 000; Nikobarerna) - car (30 000).